# Thomy Jordi
Thomas «Thomy» Jordi (* 14. August 1963 in Zürich) ist ein Schweizer Fusion-Musiker (Bass, auch Komposition).

## Wirken
Jordi absolvierte von 1981 bis 1983 an der Swiss Jazz School in Bern bei Erich Peter ein Kontrabassstudium. 1983/84 weilte er in Los Angeles für ein E-Bass-Studium am Musicians Institute of Technology bei Jeff Berlin.
1984 war Jordi Gründungsmitglied der Free-Funk-Band Donkey Kong’s Multiscream. 1986 gehörte er zu den Gründern der Fusion-Band Stiletto. Von 1987 bis 1996 gehörte er zu The Intergalactic Maidenballet, mit dem mehrere Alben, u. a. mit John Zorn und Eddie Harris, entstanden. Weiterhin gehörte er zu Max Lässers Ark und (nach dem Umzug nach Berlin) zur Band von Jocelyn B. Smith, zur Burhan Öçal Group und zum Quintett von Rudi Neuwirth. Von 1996 bis 1998 leitete er die Hard-Funk-Crossover-Band Jordis Greed. 1999 trat er mit Helge Schneiders Rockprojekt The Firefuckers auf (Album Eiersalat in Rock). Von 2002 bis 2009 war er Mitglied der Popband Rosenstolz, mit der diverse Alben entstanden. Weiterhin arbeitete er mit Düde Dürsts Back to the Groove, Adrian Weyermann und Adrian Stern.
Von 2011 bis 2020 gehörte Jordi zu Nik Bärtschs Ronin, mit dem die Alben Live und Awase entstanden. Daneben wirkte er als Bassist bei Christoph Titz und bei Erika Stucky. Mit Stucky, Christy Doran und Fredy Studer bildete er das Hendrix-Projekt Call Me Helium. 2020 erschien unter eigenem Namen sein Konzeptalbum 8, dem 2020 Origins (mit Martin Klingeberg an der Trompete, Chris Muzik an der Gitarre, Keyboarder Peter Wagner und Schlagzeuger Christian Niederer) folgte. Er ist auch auf Alben von Paul Brody, Gisela May, Bajazzo, Christof Griese/Niko Schäuble und Kai Brückner zu hören.
Von 2011 bis 2018 wirkte Jordi zudem als Dozent an der Musikhochschule Luzern.